# Il Giorno (Parini)
Il Giorno (wł. Dzień) – poemat osiemnastowiecznego włoskiego poety Giuseppa Pariniego. Utwór powstawał długo i był publikowany w latach 1763–1801. Łączy w sobie elementy satyry społecznej, skierowanej przeciwko mediolańskiej arystokracji i parodii poematu dygresyjnego. Został napisany wierszem białym, jedenastozgłoskowcem. Jest określany mianem arcydzieła.

Sorge il mattino in compagnia dell’alba
Dinanzi al sol che di poi grande appare
Su l’estremo orizzonte a render lieti
Gli animali e le piante e i campi e l’onde.
Allora il buon villan sorge dal caro
Letto cui la fedel moglie e i minori
Suoi figlioletti intiepidìr la notte:

Fragment poematu w tłumaczeniu Edwarda Grabowskiego ukazał się w drugim tomie antologii Obraz literatury powszechnej z 1896.